# Klass A czempionata SSSR po futbołu (1953)
Rozgrywki radzieckiej klasy A w sezonie 1953 były piętnastymi w historii radzieckiej pierwszej ligi. W rozgrywkach wzięło udział jedenaście drużyn, w tym dwie, które awansowały z drugiej ligi – Łokomotyw Charków i Spartak Wilno. Dwunasta drużyna z miasta Kalinina przeniosła się do Moskwy i występowała jako MWO Moskwa. Po 6 kolejce klub został zdyskwalifikowany a wszystkie dotychczasowe wyniki anulowane. Mistrzowski tytuł po raz piąty wywalczyła drużyna Spartaka Moskwa. Królem strzelców ligi został Nikita Simonian ze Spartaka Moskwa, który zdobył 14 goli.

## Tabela
| Lp. | Drużyna            | M  | Z  | R | P  | Bramki | Bramki | Różn. | Pkt | Uwagi             |
| --- | ------------------ | -- | -- | - | -- | ------ | ------ | ----- | --- | ----------------- |
| 1   | Spartak Moskwa (M) | 20 | 11 | 7 | 2  | 47     | 15     | +32   | 29  |                   |
| 2   | Dinamo Tbilisi     | 20 | 11 | 5 | 4  | 39     | 24     | +15   | 27  |                   |
| 3   | Torpedo Moskwa     | 20 | 11 | 3 | 6  | 34     | 34     | 0     | 25  |                   |
| 4   | Dinamo Moskwa      | 20 | 8  | 7 | 5  | 34     | 19     | +15   | 23  |                   |
| 5   | Zenit Leningrad    | 20 | 11 | 1 | 8  | 25     | 21     | +4    | 23  |                   |
| 6   | Lokomotiw Moskwa   | 20 | 6  | 6 | 8  | 21     | 28     | −7    | 18  |                   |
| 7   | Zienit Kujbyszew   | 20 | 6  | 5 | 9  | 22     | 25     | −3    | 17  |                   |
| 8   | Dynamo Kijów       | 20 | 6  | 5 | 9  | 21     | 26     | −5    | 17  |                   |
| 9   | Łokomotyw Charków  | 20 | 6  | 4 | 10 | 19     | 34     | −15   | 16  |                   |
| 10  | Dinamo Leningrad   | 20 | 5  | 4 | 11 | 20     | 33     | −13   | 14  | Spadek do Klasy B |
| 11  | Spartak Wilno      | 20 | 2  | 7 | 11 | 10     | 33     | −23   | 11  | Spadek do Klasy B |

## Nagrody
| Mistrz ZSRR w sezonie 1953 |
| -------------------------- |
| ZSRR                       |
| Spartak Moskwa 5 tytuł     |